# موكة أرجوانية
موكة أرجوانية (الاسم العلمي: Moca purpurascens) هي نوع من الحشرات تتبع جنس الموكة من فصيلة الإيميات.